# Forestdale (Alabama)
Forestdale es un lugar designado por el censo ubicado en el condado de Jefferson en el estado estadounidense de Alabama. En el año 2000 tenía una población de 10 509 habitantes y una densidad poblacional de 587,1 personas por km².

## Demografía
En el 2000 la renta per cápita promedia del hogar era de $43,111, y el ingreso promedio para una familia era de $51,188. El ingreso per cápita para la localidad era de $19,954. Los hombres tenían un ingreso per cápita de $36,048 contra $30,135 para las mujeres.

## Geografía
Forestdale se encuentra ubicado en las coordenadas 33°34′27″N 86°54′11″O / 33.57417, -86.90306. Según la Oficina del Censo, la localidad tiene un área total de 17,9 km² (6,9 mi²), de la cual 17,9 km² (6,9 mi²) es tierra y 0 km² (0 mi²) (0.0%) es agua.